# Vlag van oblast Belgorod
De vlag van oblast Belgorod werd op 22 juni 2000 vastgesteld als de vlag van de Russische oblast Belgorod. De vlag bestaat uit een blauw kruis tussen vier vlakken gekleurd met wit (linksboven), groen (rechtsboven), rood (linksonder) en zwart (rechtsonder). De breedte van het kruis is ongeveer 1/8 van de breedte van de vlag. Het witte vlak is beladen met het wapen van oblast Belgorod, bestaande uit een leeuw in rust en een adelaar erboven. Wit symboliseert melk en suiker evenals krijtafzettingen en productie. Groen staat voor de overvloed en vruchtbaarheid van het land, de velden en de bossen. Rood herinnert aan het bloed dat is vergoten door de verdedigers van het vaderland in de regio in de 16e tot 20e eeuw. Zwart staat voor de rijkdom van de grond, de chernozëm (een rijke zwarte bovengrond die gevonden wordt in het centrale deel van Europees Rusland), en de hulpbronnen onder de grond. Het blauw van het kruis komt overeen met het veld van het wapen. Symbolen in het wapen vertegenwoordigen zowel Zweden (de leeuw, van de koninklijke standaard van de Zweedse koning Karel XII) als Rusland (de adelaar, geïnspireerd op de standaard van tsaar Peter I). De verhouding van de vlag is 2:3.